# Suur Saarjärv
Suur Saarjärv är en sjö i sydöstra Estland. Den ligger i Antsla kommun i landskapet Võrumaa, 220 km sydost om huvudstaden Tallinn. Suur Saarjärv ligger 81 meter över havet och dess storlek är 0,11 kvadratkilometer. Den avvttnas av ån Mustjõgi. 